# 332 Siri
332 Siri è un asteroide della fascia principale del diametro medio di circa 40,37 km. Scoperto nel 1892, presenta un'orbita caratterizzata da un semiasse maggiore pari a 2,7720184 UA e da un'eccentricità di 0,0915067, inclinata di 2,84754° rispetto all'eclittica.
L'origine del suo nome è sconosciuta.